# El pasado (película de 2013)
El pasado (en francés, Le passé) es una película francesa dirigida por el cineasta iraní Asghar Farhadí y estrenada en 2013. 
Fue seleccionada para representar a Irán en la octogésima sexta entrega de los premios Óscar, en la categoría de mejor película extranjera.

## Argumento
Ahmad (Alí Mosaffá), un hombre iraní de mediana edad, llega de Teherán a un suburbio parisino tras cuatro años de ausencia para formalizar su divorcio de Marie (Bérénice Bejo), que vive con sus dos hijas de matrimonios precedentes y con Samir (Tahar Rahim), novio magrebí empleado en una lavandería con el que tiene decidido casarse —por cuarta vez—. 
En sus intentos por ayudar, Ahmad se enzarza en constantes desacuerdos con su exmujer mientras descubre los conflictos, secretos y complejidades de la relación existente entre Lucie (Pauline Burlet), —hija de Marie—, su madre y Samir.

## Críticas
Para Peter Bradshaw, de The Guardian «anuncia el ingreso de este director al rango de cineastas como Kiarostamí, Haneke o P. T. Anderson, directores centrados en el anticuado negocio de hacer películas serias de moral para adultos».
Mohammad Haqiqat, coautor de Histoire du cinéma iranien 1900-1999 y preseleccionador de cine iraní para el festival de Cannes, compara el guion a un juego de matrioskas y señala el dominio como cineasta de Farhadí, puesto de relieve por la puesta en escena y las interpretaciones obtenidas de los actores, en particular de los niños y adolescentes de la película.
El crítico también iraní Parviz Yahed identifica como temas del filme, recurrentes en su realizador, la confianza y la dificultad de emitir juicios sobre las personas, la verdad y la mentira, y el agotamiento de las relaciones matrimoniales; y estima que la película «no presenta similitud alguna con el cine francés», señalando que dados los personajes, «hubiera podido adoptar el planteamiento de un cineasta francés, [tratando temas como] la crisis identitaria, los traumas de la inmigración y las cuestiones del poscolonialismo o dando a la relación entre Mosaffá, Bérénice Bejo y Tahar Rahim la forma de un triángulo amoroso, pero Farhadí elude intencionadamente esas temáticas y construye su tenso drama existencialista en torno al eje del descubrimiento de la realidad».
Mohammad Abdí, autor de Naqd-e film dar Iran (نقد فیلم در ایران, «La crítica de películas en Irán»): «Farhadí construye un universo oscuro y amargo de seres humanos visiblemente presos de un destino del que no es posible huir. El cineasta no teme llevar a sus personajes —ninguno heroico (...)—, hasta los confines de una negrura absoluta (...). Con una fluidez y movimiento de cámara similares a los de sus dos filmes anteriores, Farhadí consigue hacer al espectador partícipe de los tormentosos estados de ánimo de sus personas, transportándolo de una tranquilidad aparente al interior de un auténtico infierno y colocándolo, a base de detalles totalmente calculados —hasta el punto de perjudicar a la película ese nivel de calculamiento y el bloqueo de cualquier tipo de instinto inconsciente(...)— y de una suerte de un atractivo suspenso y desmadejamiento progresivo inexistentes en la filmografía del director antes de las tres últimas cintas(...), en una tensión constante, aunque más ligera que la de Yodaí-e Nader az Simín y, pese a la ralentización y de lo repetitivo de algunos momentos, pone de manifiesto a un cineasta y guionista de primera categoría, excelente conocedor de lo que es el séptimo arte».
Felipe Tapia de Cinetvymas indica que «la  película de Farhadí confirma el hecho de que el conflicto es la base de toda narración. Acá, la palabra conflicto es llevada a su acepción más extrema, relatándonos los problemas de una familia disfuncional y los involucrados secundarios y terceros, y lo inteligente de la historia es que se basa en los afectos no del tipo familiar, sino emocional».